# Elmohardyia exserta
Elmohardyia exserta är en tvåvingeart som först beskrevs av Hardy 1965.  Elmohardyia exserta ingår i släktet Elmohardyia och familjen ögonflugor. Inga underarter finns listade i Catalogue of Life.